# زاولنر (دهانه)
زاولنر یک دهانه برخوردی در ماه‌ است.

## دهانه‌های اقماری
این دهانه ۸ دهانه اقماری دارد.
| Zöllner | عرض جغرافیایی | طول جغرافیایی | قطر          |
| ------- | ------------- | ------------- | ------------ |
| A       | ۷.۱° S        | ۲۱.۵° E       | ۷.۰ کیلومتر  |
| E       | ۸.۹° S        | ۱۸.۳° E       | ۶.۰ کیلومتر  |
| D       | ۸.۳° S        | ۱۷.۷° E       | ۲۴.۰ کیلومتر |
| G       | ۷.۳° S        | ۲۰.۸° E       | ۱۰.۰ کیلومتر |
| F       | ۷.۵° S        | ۲۱.۹° E       | ۲۵.۰ کیلومتر |
| H       | ۷.۱° S        | ۱۹.۲° E       | ۸.۰ کیلومتر  |
| K       | ۶.۵° S        | ۲۰.۸° E       | ۷.۰ کیلومتر  |
| J       | ۶.۲° S        | ۲۰.۷° E       | ۱۱.۰ کیلومتر |